# Laima Domarkaitė
Laima Domarkaitė (*  1. April 1970 in Plungė) ist eine litauische Schachspielerin und Schachschiedsrichterin.

## Leben
Ihr Trainer war Vitalius Vladas Andriušaitis (1926–2006). Domarkaitė wurde 1987, 1989, 1995 litauische Einzelmeisterin der Frauen, 2014 und 2017 Vizemeisterin. 1990, 2000 und 2016 belegte sie den 3. Platz bei den Einzelmeisterschaften der Frauen.
1998 wurde Domarkaitė zur FIDE-Meisterin der Frauen ernannt. Seit 2014 trägt sie den Titel FIDE Arbiter, seit 2015 ist sie International Arbiter.

## Mannschaftsschach
Mit der litauischen Mannschaft nahm Domarkaitė an den Schacholympiaden der Frauen 2000 und 2014 teil. In Litauen spielte sie für den VŠK Bokštas Plungė, mit dem sie 2007 am European Club Cup und 1996 am European Club Cup der Frauen teilnahm, sowie für die Mannschaft von Širvinta Vilkaviškis, die sie 1998 und 1999 beim European Club Cup der Frauen vertrat. In der polnischen Mannschaftsmeisterschaft spielte Domarkaitė 1990 und 1991 am Frauenbrett von KSz Hańcza Suwałki.